# Águeda (dopływ Duero)
Águeda – rzeka na pograniczu Hiszpanii (prowincja Salamanka) i Portugalii, lewostronny dopływ Duero. Długość rzeki wynosi 130 km.
Źródło rzeki znajduje się na terytorium Hiszpanii, w paśmie górskim Sierra de Gata, na południowy zachód od miejscowości Navasfrías. Rzeka płynie początkowo w kierunku północno-wschodnim, następnie skręca na północny zachód. Ostatnie kilkadziesiąt kilometrów rzeki wytycza fragment granicy hiszpańsko-portugalskiej. Rzeka uchodzi do Duero na wschód od miejscowości Barca d’Alva. Nad rzeką położone jest miasto Ciudad Rodrigo.